# Северо-боливийский кечуа
Северо-боливийский кечуа (North Bolivian Quechua, North La Paz Quechua) — диалект южного кечуа, на котором говорят в департаменте Ла-Пас региона Аполо — Чарасани в Боливии, также диалект иммигрировал в Перу. По состоянию на 1978 год, говорящих на северо-боливийском диалекте насчитывалось 116 000 человек в Боливии, из которых 18 500 владели только кечуа (65 649 двуязычны в кечуа и испанском, 32 382 трёхъязычны в кечуа, аймара и испанском). В трактовке современного французского лингвиста Сезара Итье, автора словаря южного кечуа, североболивийский кечуа является частью диалекта Кольяо, распространённого на крайнем юго-востоке Перу (департаменты Пуно, Арекипа, Мокегуа и юго-восток и восток Куско) и севере Боливии. Диалект Кольяо имеет столько же оснований считаться отдельным диалектом, несмотря на очень распространённое объединение диалектов Куско и Кольяо в нечто единое под обозначением Куско-Кольяо, что и диалект Аякучо-Чанка, хотя все три очень схожи и абсолютно взаимопонятны и составляют так называемый южный кечуа: у диалекта Кольяо ничуть не меньше отличий от диалекта Куско, чем у диалекта Аякучо-Чанка, при всей минимальности этих отличий.